# Chouaib Bouloudinats
Chouaib Bouloudinats (arabisch شعيب بولودينات; * 8. Januar 1987 in Constantine, Algerien) ist ein algerischer Boxer.

## Boxkarriere
Chouaib Bouloudinats ist rund 183 cm groß, Linksausleger und begann 1998 mit dem Boxsport. Er qualifizierte sich im Laufe seiner Karriere dreimal für Olympische Spiele; 2012 in London schied er im Achtelfinale des Schwergewichts mit 5:13 gegen Yamil Peralta, 2016 in Rio de Janeiro ebenfalls im Achtelfinale des Schwergewichts mit 1:2 gegen Kennedy St-Pierre und 2020 in Tokio im Achtelfinale des Superschwergewichts mit 0:5 gegen Richard Torrez aus.
Bei seinen ersten Weltmeisterschaften, 2011 in Baku, schied er erst im Viertelfinale gegen Sjarhej Karnejeu aus. Bei der WM 2013 in Almaty unterlag er im Achtelfinale gegen Erislandy Savón und bei der WM 2015 in Doha ebenfalls im Achtelfinale gegen Abdulqədir Abdullayev. Bei der WM 2019 in Jekaterinburg verlor er erneut im Achtelfinalkampf gegen Nelvie Tiafack.
Seine größten Erfolge waren der Gewinn der afrikanischen Olympiaqualifikation 2012 und das Erreichen des Finales 2016 und 2020, der Gewinn der Goldmedaille bei den Afrikaspielen 2011, sowie jeweils der Gewinn der Silbermedaille bei den Afrikameisterschaften 2009, 2011 und 2015. 2022 gewann er eine Bronzemedaille bei den Mittelmeerspielen.
Er boxte zudem von 2010 bis 2015 in der World Series of Boxing (12 Siege – 6 Niederlagen) und 2014/15 auch im Turniermodus AIBA Pro Boxing (2 Siege – 3 Niederlagen).